# Dalnoki Jenő
Dalnoki Jenő (Budapest, 1932. december 12. – Budapest, 2006. február 4.) olimpiai bajnok labdarúgó, edző. A Ferencváros emblematikus figurája volt: 1947-től 1987-ig 45 éven át – öt év megszakítással – folyamatosan a klub szolgálatában állt. 2006-ban Labdarúgó Akadémiát neveztek el róla, ahol 6–14 éves korú gyerekekkel foglalkoznak.

## Családja
Szülei Dalnoki Jenő, pék és Nagy Terézia voltak. Felesége Subecz Ilona, lánya Dalnoki Ildikó kosárlabdázó, veje Berényi János, közgazdász, sportvezető

## Pályafutása

### Ferencváros
1947-ben tizenöt évesen kezdett a zöld-fehéreknél focizni. Három év múlva már az első csapat tagja volt. Kétszeres bajnok, egyszeres MNK győztes. 1963-ban VVK elődöntős, 1965-ben győztes. Összesen 439 mérkőzésen szerepelt a Fradiban, ebből 283 bajnoki, 132 nemzetközi, 24 egyéb hazai díjmérkőzés. Góljainak száma: 21 (9 bajnoki, 12 egyéb), amit főleg 11-esek rúgásával szerzett, mivel szinte mindig balhátvédként játszott. Idejében a területvédelem elve érvényesült a hátvédek játékában, szemben a mai emberfogásos taktikával. Ezáltal a védők alig mentek át az ellenfél térfelére.
Ami játékstílusát illeti, méltán tekinthetjük a mai erőfutball egyik előfutárának. Szorosan fogta a területére betörő csatárt, és kompromisszumok nélkül, testi erejének bevetésével próbálta szerelni őt, illetve akadályozni mozgásában. Ezáltal az akkori futballban időnként durvának tűnt. Visszafogott játéka esetén a szurkolók az akkor szállóigévé vált „puha vagy, Jenő” bekiáltással buzdították.

### Válogatott
1952-ben a helsinki olimpián aranyérmes az alakuló Aranycsapattal. 1952 őszén politikai nyomásra sem volt hajlandó nevelő klubjából átigazolni a biztos válogatottságot ígérő Honvédba. 1960-ban a római olimpián bronzérmes. A válogatottban 1952 és 1961 között összesen 14 alkalommal szerepelt, 1959-60-ban nyolcszoros olimpia válogatott.

### Edzőként
1966-tól anyaegyesületénél kezdett el edzőként dolgozni. 1970-ben egy mérkőzésre az első csapat vezetőedzője. 1973 és 1978 között öt idényen át 264 mérkőzésen ült a kispadon. Egy bajnoki cím, három MNK győzelem és egy KEK második hely 1975-ben a legfontosabb sikerei.
1979-82 között az MLSZ munkatársa volt. Két éven át az ifjúsági válogatott szövetségi kapitánya. Ezt követően két idényen át Tatabányán vezetőedző. 1984-ben a másodosztályba kieső Nyíregyházi VSSC edzője lett. 1985-ben mesteredző lett, ekkor visszatért az Üllői útra, de korábbi sikereit már nem tudta megismételni.

## Sikerei, díjai
- A Magyar Népköztársaság Érdemes Sportolója (1955)[2]
- A Magyar Köztársasági Érdemrend tisztikeresztje (1994)[3]

### Játékosként

#### Klubcsapatokban
Ferencváros
- Magyar bajnokság : 
  - bajnok (2): 1963, 1964,
  - ezüstérmes (3): 1960, 1965, 1966
  - bronzérmes (5): 1954, 1955, 1958, 1962, 1963 ősz
- Magyar Népköztársasági-kupa:
  - győztes (1): 1958
  - döntős (1): 1966
- Vásárvárosok kupája:
  - győztes (1): 1964-1965
  - elődöntős (1): 1962-1963
- BEK:
  - negyeddöntős (1): 1965-1966

#### Válogatottal
Magyarország
- Olimpia:
  - bajnok (1): 1952
  - bronzérmes (1): 1960

### Edzőként

#### Klubcsapatokban
Ferencváros
- Magyar bajnokság : 
  - bajnok (1): 1975-76,
  - ezüstérmes (1): 1973-74
  - bronzérmes (2): 1975, 1977
- Magyar Népköztársasági-kupa:
  - győztes (3): 1974, 1976, 1978
  - döntős (1): 1977
- KEK:
  - döntős (1): 1974-1975
- BEK: 
  - nyolcaddöntős (1): 1976-1977

## Statisztika

### Mérkőzései a válogatottban
| Magyarország | Magyarország        | Magyarország                   | Magyarország  | Magyarország | Magyarország  | Magyarország        | Magyarország | Magyarország |
| #            | Dátum               | Helyszín                       | Hazai         | Eredmény     | Vendég        | Kiírás              | Gólok        | Esemény      |
| ------------ | ------------------- | ------------------------------ | ------------- | ------------ | ------------- | ------------------- | ------------ | ------------ |
| 1.           | 1952. június 15.    | Varsó, CWKS-stadion            | Lengyelország | 1 – 5        | Magyarország  | barátságos          | -            |              |
| 2.           | 1952. július 15.    | Turku, Kupittaa stadion (FIN)  | Románia       | 1 – 2        | Magyarország  | olimpiai selejtező  | -            |              |
| 3.           | 1956. július 15.    | Budapest, Népstadion           | Magyarország  | 4 – 1        | Lengyelország | barátságos          | -            |              |
| 4.           | 1957. október 6.    | Budapest, Népstadion           | Magyarország  | 2 – 0        | Franciaország | barátságos          | -            |              |
| 5.           | 1957. november 10.  | Budapest, Népstadion           | Magyarország  | 5 – 0        | Norvégia      | vb-selejtező        | -            |              |
| 6.           | 1960. május 22.     | Budapest, Népstadion           | Magyarország  | 2 – 0        | Anglia        | barátságos          | -            |              |
| 7.           | 1960. június 5.     | Budapest, Népstadion           | Magyarország  | 3 – 3        | Skócia        | barátságos          | -            | 64' (öngól)  |
|              | 1960. augusztus 26. | L’Aquila (ITA)                 | Magyarország  | 2 – 1        | India         | olimpiai D csoport  | -            |              |
|              | 1960. augusztus 29. | Nápoly (ITA)                   | Magyarország  | 6 – 2        | Peru          | olimpiai D csoport  | -            |              |
|              | 1960. szeptember 1. | Róma (ITA)                     | Magyarország  | 7 – 0        | Franciaország | olimpiai D csoport  | -            |              |
|              | 1960. szeptember 6. | Róma (ITA)                     | Dánia         | 2 – 0        | Magyarország  | olimpiai elődöntő   | -            |              |
|              | 1960. szeptember 9. | Róma                           | Olaszország   | 1 – 2        | Magyarország  | olimpiai 3. helyért | -            | Sárga lap    |
| 8.           | 1961. április 16.   | Budapest, Megyer úti Stadion   | Magyarország  | 2 – 0        | NDK           | vb-selejtező        | -            |              |
| 9.           | 1961. április 30.   | Rotterdam, Feijenoord Stadion  | Hollandia     | 0 – 3        | Magyarország  | vb-selejtező        | -            |              |
| 10.          | 1961. május 7.      | Belgrád, JNA-stadion           | Jugoszlávia   | 2 – 4        | Magyarország  | barátságos          | -            |              |
| 11.          | 1961. május 28.     | Budapest, Népstadion           | Magyarország  | 3 – 2        | Wales         | barátságos          | -            |              |
| 12.          | 1961. június 11.    | Budapest, Népstadion           | Magyarország  | 1 – 2        | Ausztria      | barátságos          | -            |              |
| 13.          | 1961. december 9.   | Santiago, Estadio Nacional     | Chile         | 5 – 1        | Magyarország  | barátságos          | -            | 46'          |
| 14.          | 1961. december 23.  | Montevideo, Estadio Centenario | Uruguay       | 1 – 1        | Magyarország  | barátságos          | -            |              |
|              | Összesen            |                                |               | 14           | mérkőzés      |                     | 0            | gól          |